# 중부동 (경주시)
중부동(中部洞, Jungbu-dong)은 경상북도 경주시의 행정동이다. 법정동인 서부동, 동부동, 북부동, 노서동, 노동동이 관할하고 있다. 서성로과 태종로, 봉황로, 중앙로, 황성로의 연결되는 교통의 중심지이다.

## 연혁
- 1914년 4월 1일에 경주군 경주면 동부동, 서부동, 북부동, 노동동, 노서리으로 불렸다.
- 1955년에 경주군 경주읍이 경주시로 승격되면서 동부동, 서부동, 북부동, 노동동, 노서동으로 불렸다.
- 1973년에 법정동인 동부동, 서부동, 북부동을 행정동인 성내동으로 노동동, 노서동을 중앙동으로 통합하였다.
- 1998년 11월 14일에 행정구역 폐합에 의하여 성내동과 중앙동을 통합하여 중부동으로 동세가 크게 확장되었다.

## 법정동
- 동부동(東部洞)
- 서부동(西部洞)
- 북부동(北部洞)
- 노동동(路東洞)
- 노서동(路西洞): 중부동 행정복지센터 소재지

## 주요 시설
- 대구지방법원 경주지청
- 대구지방검찰청 경주지청
- 경주경찰서
- 경주소방서 동부119안전센터
- 신한은행
- 우리은행
- iM뱅크
- 국민은행
- 경주농협
- 농협중앙회
- 계명대학교 경주동산병원
- 경주고속터미널
- 경주시외버스터미널
- 황실예식장
- 목화예식장
- 서라벌예식장
- 대왕극장

## 교육
- 계림초등학교
- 월성초등학교

## 명소
- 중앙시장
- 경주 노서리 고분군
- 경주 노동리 고분군
- 경주읍성(동문 복원공사중)2018년 8월 준공

## 간선 도로
| 구분 | 도로 이름 |
| ---- | --- |
| 로   | 중앙로, 강변로, 계림로, 금성로, 동성로, 봉황로, 북문로, 북성로, 원효로, 태종로 (국도 제4호선), 화랑로, 동문로 |

## 공동주택
| 단지명        | 건설사 | 시행사 | 주소               | 입주       | 비고 |
| ------------- | ------ | ------ | ------------------ | ---------- | ---- |
| 명사마을 우방 | ㈜우방 | ㈜우방 | 북성로 61 (서부동) | 2002년 4월 |      |